# Caio Henrique
Caio Henrique Oliveira Silva (ur. 31 lipca 1997 w Santosie) – brazylijski piłkarz występujący na pozycji obrońcy w monakijskim klubie Monaco. Wychowanek Santosu, w trakcie swojej kariery grał także w takich zespołach, jak Atlético Madryt, Paraná, Fluminense oraz Grêmio. Młodzieżowy reprezentant Brazylii. Posiada również obywatelstwo hiszpańskie.